# Де Гест, Вилли
Вилли де Гест (нидерл. Willy De Geest род. 8 января 1947, Гент) — бельгийский профессиональный шоссейный велогонщик в 1968-1981 годах. Победитель  однодневной велогонки Гран-при Валлонии (1980).

## Достижения
1968
3-й Гран-при Исберга
1969
6-й Тур Лимбурга
10-й Париж — Тур
1970
7-й Брабантсе Пейл
10-й Натионале Слёйтингспрейс
1971
2-й Кубок Уго Агостони
3-й Тур Берна
6-й Гран-при Ефа Схеренса
6-й Гран Пьемонте
10-й Чемпионат Бельгии — Групповая гонка
10-й Гран-при кантона Аргау
1972
2-й Амстел Голд Рейс
2-й Тур Бельгии — Генеральная классификация
2-й Grand Prix de l'industrie et du commerce de Prato
3-й Париж — Тур
4-й Тур Фландрии
4-й Омлоп Хет Ниувсблад
6-й Джиро ди Сардиния — Генеральная классификация
7-й Гран-при кантона Аргау
8-й Джиро ди Ломбардия
8-й Париж — Ницца — Генеральная классификация
1973
1-й — Этап 2 Тур Швейцарии
4-й Гран-при Пино Черами
4-й Вуэльта Андалусии — Генеральная классификация
6-й Чемпионат Цюриха
7-й Брабантсе Пейл
9-й Эшборн — Франкфурт
10-й Париж — Тур
1974
6-й Брабантсе Пейл
7-й Натионале Слёйтингспрейс
1975
5-й Нокере Курсе
5-й Джиро ди Сардиния — Генеральная классификация
6-й Дварс дор Фландерен
8-й Тур Бельгии — Генеральная классификация
10-й Трофео Лайгуэлья 
1977
1-й — Этап 5 Тур Швейцарии
7-й Чемпионат Цюриха
1978
4-й Джиро ди Сардиния — Генеральная классификация
10-й Париж — Тур
1980
1-й Гран-при Валлонии
1981
4-й Три дня Де-Панне — Генеральная классификация
6-й Бордо — Париж

## Статистика выступлений

### Гранд-туры
| Гранд-тур                 | 1973 | 1974 | 1975 | 1976 | 1977 | 1978 |
| ------------------------- | ---- | ---- | ---- | ---- | ---- | ---- |
| Джиро д’Италия            | —    | —    | —    | —    | —    | 50   |
| Тур де Франс              | НФ   | —    | —    | НФ   | —    | —    |
| (c 2010 ) Вуэльта Испании | —    | —    | —    | —    | —    | —    |

| —  | Не участвовал  |
| НФ | Не финишировал |